# Rudolf Dzurko
Rudolf Dzurko (1. dubna 1941 – 23. června 2013) byl amatérský umělec původem z Pavlovců na východním Slovensku. Umění se věnoval ve svém volném čase, jinak pracoval jako soustružník, zedník, topič, dělník ve sklárně, doručovatel i stavební dělník.

## Život
Rudolf Dzurko se narodil v roce 1941 do „cigánské“ rodiny v Pavlovcích na východním Slovensku. V roce 1945 rodina odešla do severních Čech při dosídlování míst po odsunutých Němcích. Od roku 1959 žil Rudolf Dzurko ve Skalici u České Lípy, kde začal vytvářet své skleněné obrazy.
Živil se mnoha profesemi, prvních výstav se účastnil až v 70. letech, kdy byl zván na národopisné expozice typu Umění československých cikánů nebo Naši spoluobčané cikáni.
V roce 1979 začal dělat parťáka u automatizace železniční dopravy v Libni, ale až o rok později se přestěhoval i s tehdejší manželkou do Prahy do Kobylis nastálo. Po roce bydlení v Praze se ale rodina znovu stěhovala, a to do Úštěku u Litoměřic. Odtamtud byl Dzurko komunistickým režimem poslán do blázince v Beřkovicích, jelikož se stýkal s chartisty. Z Beřkovic se zanedlouho zase vrátil, ale rozhodli se přestěhovat se zpět do Prahy.
V Praze si také přivydělával prodáváním svých děl na Karlově mostě.
Zemřel po těžké nemoci 23. června 2013 v Praze.

## Dílo
Jeho proslavenou technikou bylo skládání barevných kousků skleněné drti do živoucích obrazů. Dále ale vytvářel plastiky ze dřeva a kamene. Jeho celoživotní inspirací byl jeho romský původ.

## Ocenění
V roce 1996 získal Cenu od Revolver Revue a ve svém 32. vydání s Dzurkem zveřejnili rozhovor. V roce 2002 vydalo nakladatelství Arbor vitae jeho monografii.

## Výstavy

### Samostatné výstavy
- 1977 Obrazy
- OKD Sokolniky Praha 8; 1979 Skleněné obrazy
- Divadlo v Nerudovce, Praha; 1984 Manuš – Člověk
- Žižkovské divadlo, Praha; 1986 Manuš – Člověk
- Náprstkovo museum, Praha; 1986 Obrazy Rudolfa Dzurka
- Východná; 1987 O manuš džal pal a kham – Člověk jde za sluncem
- AS Vinohradská, Praha; 1988 Obrazy Rudolfa Dzurka
- ZK Tesla Strašnice, Praha; 1990 Skleněné obrazy Rudolfa Dzurka
- SNG Bratislava; Skleněné obrazy
- Ženské domovy – Smíchov, Praha; 1992 Komorní tvorba R. Dzurka
- Galerie Vyšehrad, Praha; 1993 Skleněné obrazy
- SRN (celoroční putovní výstava); 1995 Rudolf Dzurko
- Státní galerie výtvarného umění, Náchod; též Galerie Malostranská beseda, Praha

### Zastoupení ve sbírkách galerií
- Národopisné museum Praha
- Náprstkovo museum Praha
- Severočeská galerie Litoměřice
- Slovenské národní museum Bratislava
- Slovenská národní galerie Bratislava
- Museum romské kultury Brno

## Citát
| „               | Už jsem rozsekal takovejch 150 svejch obrazů. Ne v opilosti – ale proto, že se mi nelíbily, nebyl jsem s nima spokojenej. | “ |
| — Rudolf Dzurko | |   |